# Amorphochelus paulus
Amorphochelus paulus är en skalbaggsart som beskrevs av Marc Lacroix 1997. Amorphochelus paulus ingår i släktet Amorphochelus och familjen Melolonthidae. Inga underarter finns listade i Catalogue of Life.